# Лясково (област Смолян)
 Тази статия е за село Лясково в област Смолян.  За други села с това име вижте Лясково.  
Лясково е село в Южна България. То се намира в община Девин, област Смолян.

## История
Според османски списък на селищата и немюсюлманските семейства в тях, предвид облагането им с джизие от 8 ноември 1635 година, броят на немюсюлманските семейства в Лясково и Настан е общо 17.
През 1872 година в селото има 80 къщи. От 1878 до 1886 година то попада в т. нар. Тъмръшка република. През 1920 година в селото живеят 790 души, през 1946 – 1049 души, а през 1965 – 1252 души.
Безспорно Лясково е било старо селище с вековни традиции. Почти всички от жителите му са запазили българските си имена, които са приели по време на многократно проведените „Възродителни процеси“.

## Културни и природни забележителности
В покрайнините на село Лясково се намират 2 забележителности – скалата „Астанета“ и скален масив „Глухите камъни“ за които се разказва в местни легенди свързани с османската власт.

## Редовни събития
Традиционен селски събор се провежда на 8 август. С тенденция изместване последната седмица на месец Август.